# Pagalungan
Pagalungan è una municipalità di prima classe delle Filippine, situata nella Provincia di Maguindanao, nella Regione Autonoma nel Mindanao Musulmano.
Pagalungan è formata da 12 baranggay:
- Bagoenged
- Buliok
- Dalgan
- Damalasak
- Galakit
- Inug-ug
- Kalbugan
- Kilangan
- Kudal
- Layog
- Linandangan
- Poblacion